# Hypodynerus humeralis
Hypodynerus humeralis är en stekelart som först beskrevs av Alexander Henry Haliday 1837.  Hypodynerus humeralis ingår i släktet Hypodynerus och familjen Eumenidae. Inga underarter finns listade i Catalogue of Life.